# Vincas Kudirka
Vincas Kudirka   (Vilkaviškis, 31 de desembre de 1858 - Kudirkos Naumiestis, 16 de novembre de 1899) fou un poeta i metge lituà, i l'autor tant de la música com de la lletra de l'himne nacional lituà, Tautiška giesmė. A Lituània se'l considera com un heroi nacional. Kudirka feia servir noms artístics - V. Kapsas, Paežerių Vincas, Vincas Kapsas, P.Vincas,Varpas, Q.D, K., V.K, Perkūnas

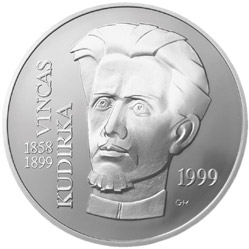
Moneda commemorativa de litas en honor de Vincas Kudirka

Començà a estudiar història i filosofia a Varsòvia el 1881, però canvià d'objectiu i començà a estudiar medicina l'any següent any. Durant els seus estudis, fou arrestat com a subversiu per tenir una còpia de Das Kapital en el seu poder, i fou expulsat de la Universitat de Varsòvia, tot i que més tard fou readmès. Es graduà en 1889, i treballà com a metge rural a Šakiai i Naumiestis.
Kudirka començà a escriure poesia el 1888. Simultàniament esdevingué més actiu en el moviment del Renaixement nacional lituà. Juntament amb altres estudiants lituans a Varsòvia, fundà la societat secreta Lietuva ("Lituània"). El següent any la societat començà a publicar el diari clandestí Varpas ("La Campana"), que Kudirka editava i on hi va contrubuir en els anys següents. En la tirada número 6 de Varpas, el setembre de 1898, publicà el text de Tautiška Giesmė, que es convertiria oficialment el 1918en l'Himne Nacional lituà, amb música escrita pel mateix Kudirka per a un violí.
Kudirka aportà molt a la cultura lituana, i també publicà una col·lecció de cançons populars lituanes. Fou també un conegut escriptor de sàtires.
Morí de tuberculosi a Naumiestis, el 16 de novembre, de 1899, a l'edat de quaranta anys. La segona meitat de Tautiška Giesmė fou gravat a la seva làpida.
El 5 de juliol de 2009, fou descoberta una estàtua de Vincas Kudirka al costat de l'Avinguda de Gediminas, el carrer principal de la capital, Vílnius. La inauguració del monument per part dels dignataris, incloent-hi el President lituà Valdas Adamkus, coincidí amb les celebracions del mil·lenari del primer esment de Lituània en cròniques oficials.